# Campione d'Italia
Campione d'Italia, appelée à l'origine Campione, est une commune appartenant à la province de Côme (Lombardie, Italie).

Située au bord du lac de Lugano dans les Alpes lépontines, elle présente la particularité d'être une exclave en territoire suisse, comme la commune allemande de Büsingen am Hochrhein,.

Si l'euro est la devise officielle à Campione d'Italia, comme dans le reste de l'Italie, les habitants privilégient néanmoins l'utilisation du franc suisse.

## Géographie

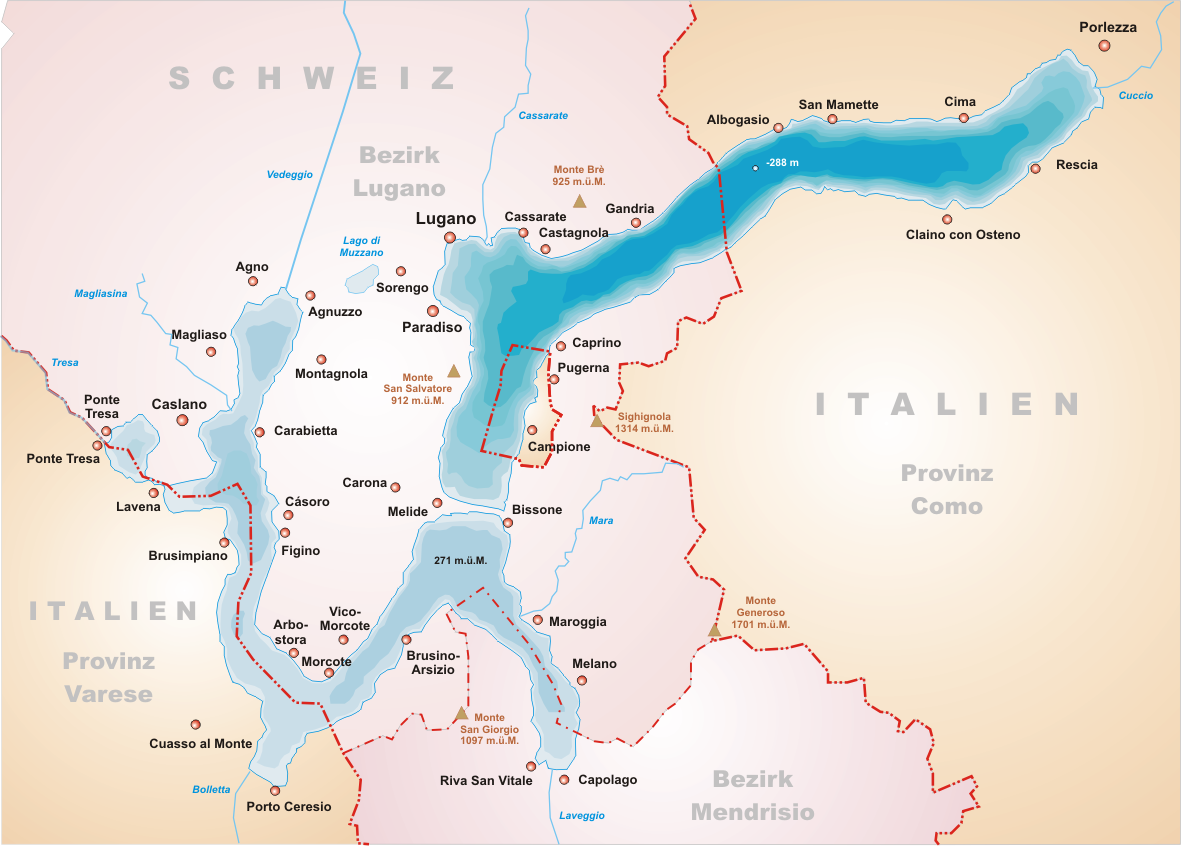
Localisation de Campione d'Italia, entouré en rouge au sein du territoire suisse.

Elle est enclavée dans le canton suisse du Tessin, au bord du lac de Lugano, à flanc de montagne. Elle est séparée de moins d'un kilomètre du point le plus proche de la frontière italo-suisse mais se trouve à 14 km par la route de la ville italienne la plus proche, Lanzo d'Intelvi et à 28 km de Côme. Elle couvre une superficie de 2,6 km2 (0,9 km2 terrestre et 1,7 km2 lacustre). Elle demeure sous souveraineté italienne et constitue donc une enclave en territoire helvétique.

## Histoire
À l'origine, Campione est un fort romain, entouré de vignes.
En 777, le seigneur local, Totone di Campione, fait légataire universel de ses biens et terres l'archevêque de Milan, qui les confie à l'abbaye Saint-Ambroise située dans la capitale lombarde. La commune est alors détachée de ses voisines, qui tombèrent dans le giron de l'évêque de Côme. Puis, en 1521, le pape Jules II donne le Tessin à la Confédération suisse qui avait été son alliée pendant la Sainte Ligue. Néanmoins, les moines de Saint Ambroise font reconnaître en justice leur souveraineté sur Campione qui, à cette époque, s'étend des deux côtés du lac, créant ainsi un régime d'exception qui va s'étaler sur plusieurs siècles.

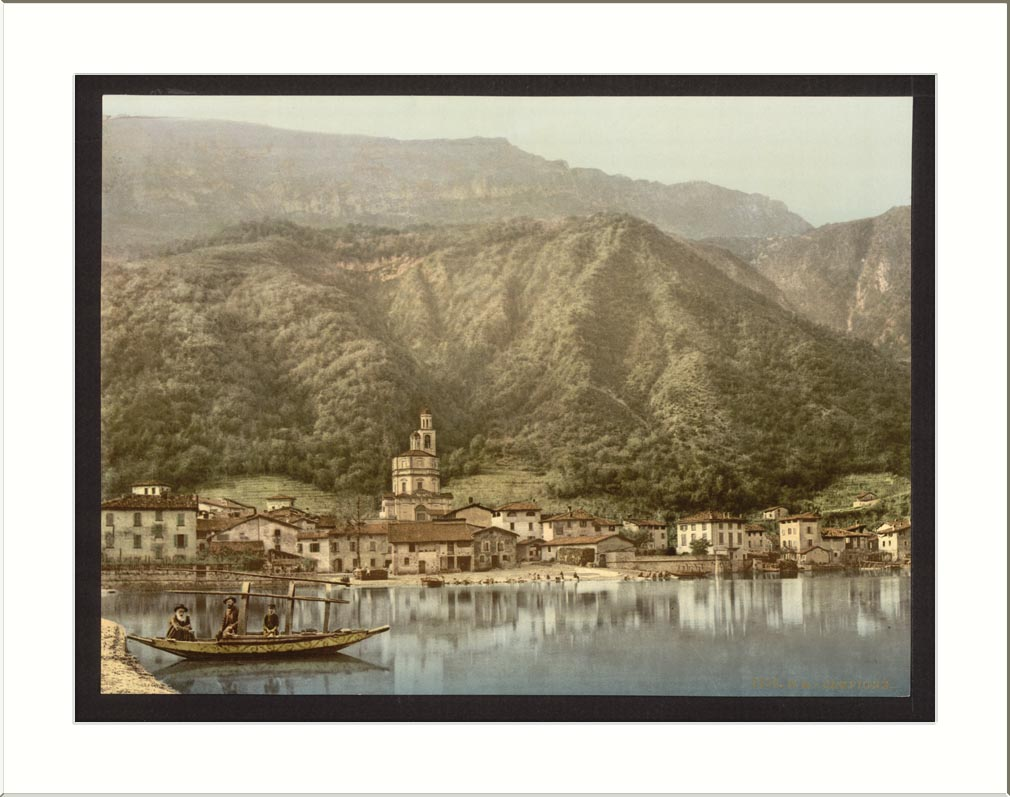
Vue de Campione vers la fin du XIXe siècle.

Durant la République cisalpine, qui abolit définitivement le statut féodal, le Tessin propose d'échanger Campione contre une autre commune, Indemini, mais cette initiative reste sans suite, et un référendum manifeste l'opposition des habitants au rattachement à la Confédération. Le congrès de Vienne de 1815 maintient ce statut exceptionnel, mais, à la suite des troubles en Italie, les habitants finissent eux-mêmes en 1848 par demander leur rattachement, appuyés en cela par le gouvernement tessinois. Le Conseil fédéral, cependant, refuse la proposition, dans un but de stricte neutralité. Une fois le royaume d'Italie constitué, les deux gouvernements fixent alors la frontière définitive, qui se trouve décrite dans la « Convention entre la Suisse et l'Italie concernant la délimitation de la frontière entre la Lombardie et le canton du Tessin sur certains points litigieux », abrogée en 1937. La commune perd au passage la propriété de la côte Saint-Martin, située sur la rive opposée, qui gênait la navigation sur le lac en le divisant en trois parties juridiquement distinctes (une suisse, une italienne et de nouveau une suisse).
Le terme d'Italia final est ajouté au nom de la commune en 1933, sous le régime de Mussolini. Pendant la Seconde Guerre mondiale, le 8 septembre 1943, la ville rallie avec l'aide de l'OSS le gouvernement royal contre la République de Salò que soutiennent les armées de l'Allemagne nazie.
Cet épisode provoque l'isolement de la ville et le renforcement de ses liens avec la Suisse. Une série de timbres postaux, devenus de collection, est éditée pour amoindrir les problèmes financiers durant cette période.

## Économie

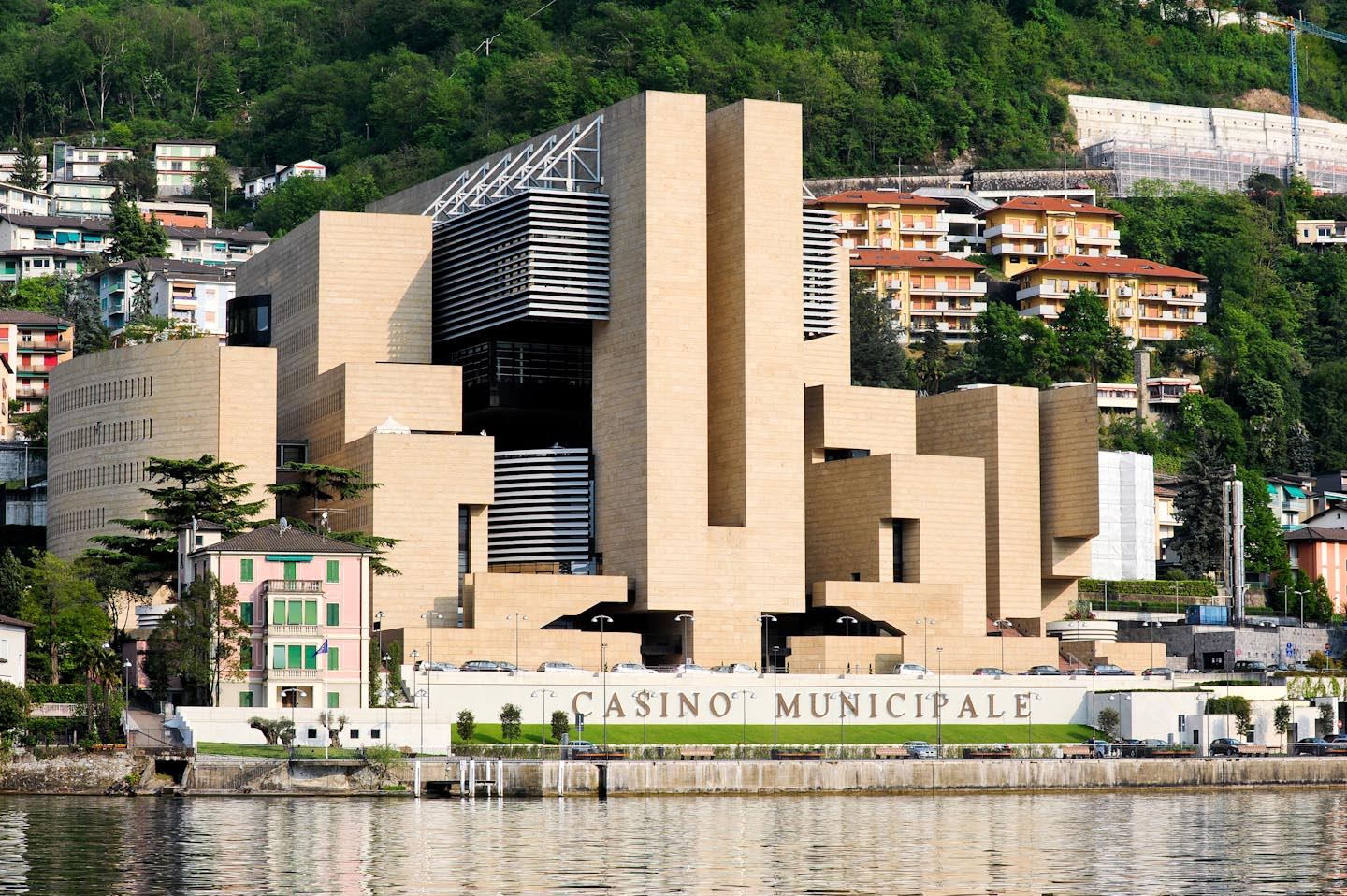
Le casino de Campione

Le Casino de Campione d'Italia, ouvert en 1917, assure une source de revenus non négligeable à la commune jusqu'à sa faillite en 2018. Il rouvre le 26 janvier 2022.

## Administration
De par son enclavement, cette commune italienne possède des caractéristiques qui la rendent unique :
- les véhicules portent des plaques d'immatriculation suisses ;
- l'électricité vient d'Italie ;
- la monnaie courante est le franc suisse ;
- la commune possédait à la fois un code postal suisse (CH-6911)[6] et un code postal italien (I-22061)[7] jusqu'en 2019. Depuis 2020, seul le code postal italien est en vigueur[8].

Pour ces raisons historiques et géographiques, ce territoire était exclu du territoire fiscal communautaire de l'Union européenne (comme également le territoire italien de Livigno). Ce régime d'exception s'est terminé le 1er janvier 2020.
| Période                                  | Période           | Identité                 | Étiquette     | Qualité                 |
| ---------------------------------------- | ----------------- | ------------------------ | ------------- | ----------------------- |
| 14 juin 2004                             | 30 novembre 2006  | Roberto Salmoiraghi      |               |                         |
| 30 novembre 2006                         | 29 mai 2007       | Umberto Calandrella      |               | commissaire préfectoral |
| 29 mai 2007                              | 12 mai 2017       | Maria Paola Rita Mangili | Liste civique |                         |
| 12 mai 2017                              | 21 septembre 2018 | Roberto Salmoiraghi      | Liste civique |                         |
| 21 septembre 2018                        | 21 septembre 2020 | Giorgio Zanzi            |               | commissaire préfectoral |
| 21 septembre 2020                        | En cours          | Roberto Canesi           | Liste civique |                         |
| Les données manquantes sont à compléter. |                   |                          |               |                         |

### Communes limitrophes
Arogno, Bissone, Lugano, Melide et Paradiso sont toutes des communes tessinoises.

### Évolution démographique

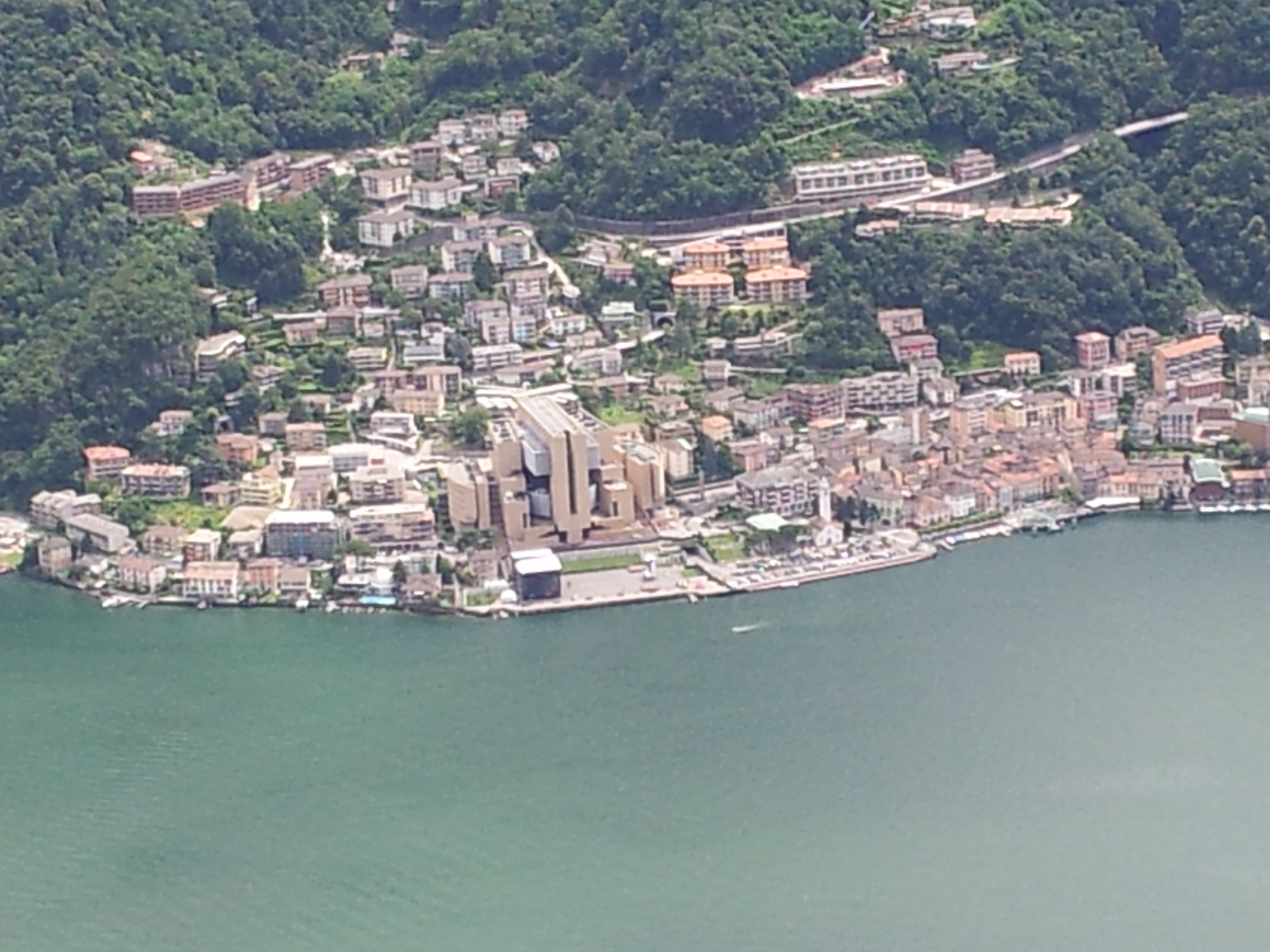
Vue du centre de Campione

Habitants recensés

## Régime postal et philatélie
Les services postaux sont assurés par le Tessin (quoique la ville possède aussi un code postal italien I-22060) ; en 1943, l'ambassadeur italien à Berne et la poste suisse conclurent un accord pour que la ville, isolée de l'Italie tenue par les nazis, puisse disposer encore d'une continuité postale. Des timbres-poste sont émis avec les mentions « Poste italiane - Comune di Campione » et des valeurs faciales en franc suisse. Ces timbres représentent le blason ou des vues de la ville. Ils servent uniquement pour le service local ou le courrier à destination de la Suisse. Pour l'étranger, les plis doivent être affranchis avec des timbres suisses. Ils ont été démonétisés le 30 mai 1952.
Depuis cette époque, Campione d'Italia bénéficie d'une exception postale. Actuellement, les plis postés au bureau de poste de Campione d'Italia peuvent être affranchis :
- par des timbres suisses pour la Suisse ;
- par des timbres suisses ou italiens pour l'étranger.

Mais le cachet de poste de Campione sert seulement à l'oblitération des timbres italiens.
En 1984, Campione d'Italia figura sur une série touristique de timbres italiens.

## Culture
Le Casino de Campione d'Italia est le lieu d'un festival de guitare folk en 1972.

### Éducation
Campione d'Italia abrite l'école primaire et le collège « Maestri Campionesi », situés via Riasc, qui font partie de l'Institut Compréhensif Como Nord, basé à Como-Brogeda et possédant des établissements dans les quartiers comasques de Sagnino, Monte Olimpino et Ponte Chiasso.

### Bibliothèque
La Bibliothèque Municipale située dans le Corso Italia compte environ 11 000 volumes et 600 DVD.

## Sport
À Campione d'Italia se trouve l'Associazione Polisportiva Campionese, fondée en 1978 avec pour objectif de promouvoir les activités sportives, en particulier le football. Son équipe première, qui joue ses matchs à domicile au centre sportif communal, est la seule équipe de football italienne à participer au championnat suisse, en 5ème ligue tessinoise.

## Galerie

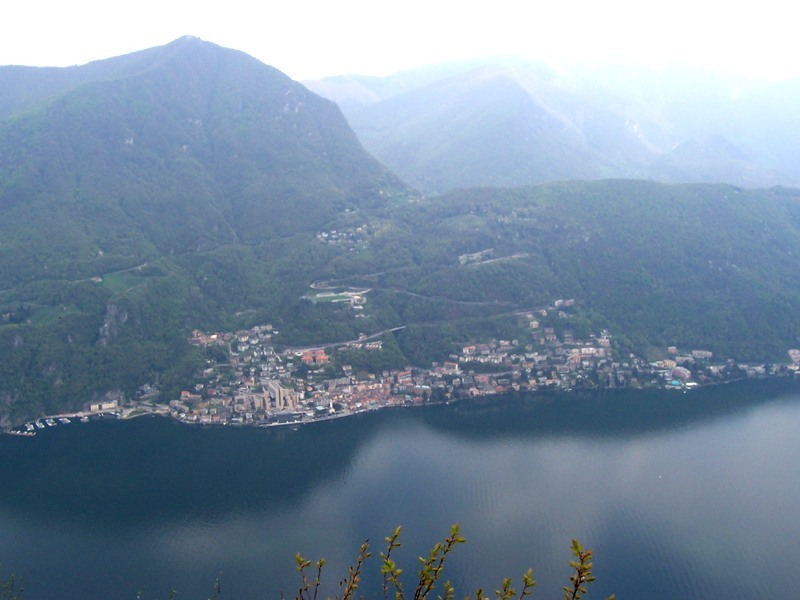
Vue aérienne.
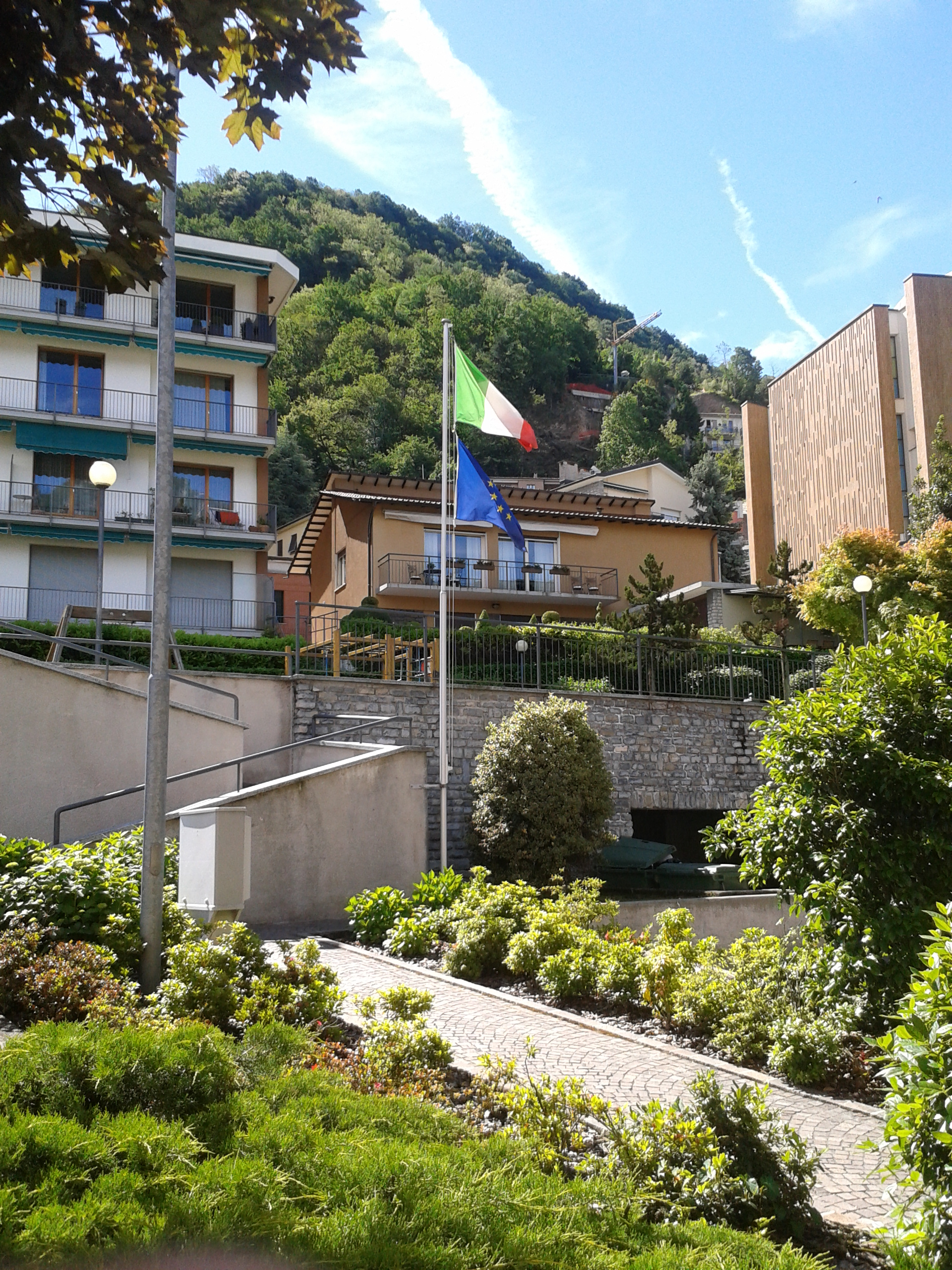
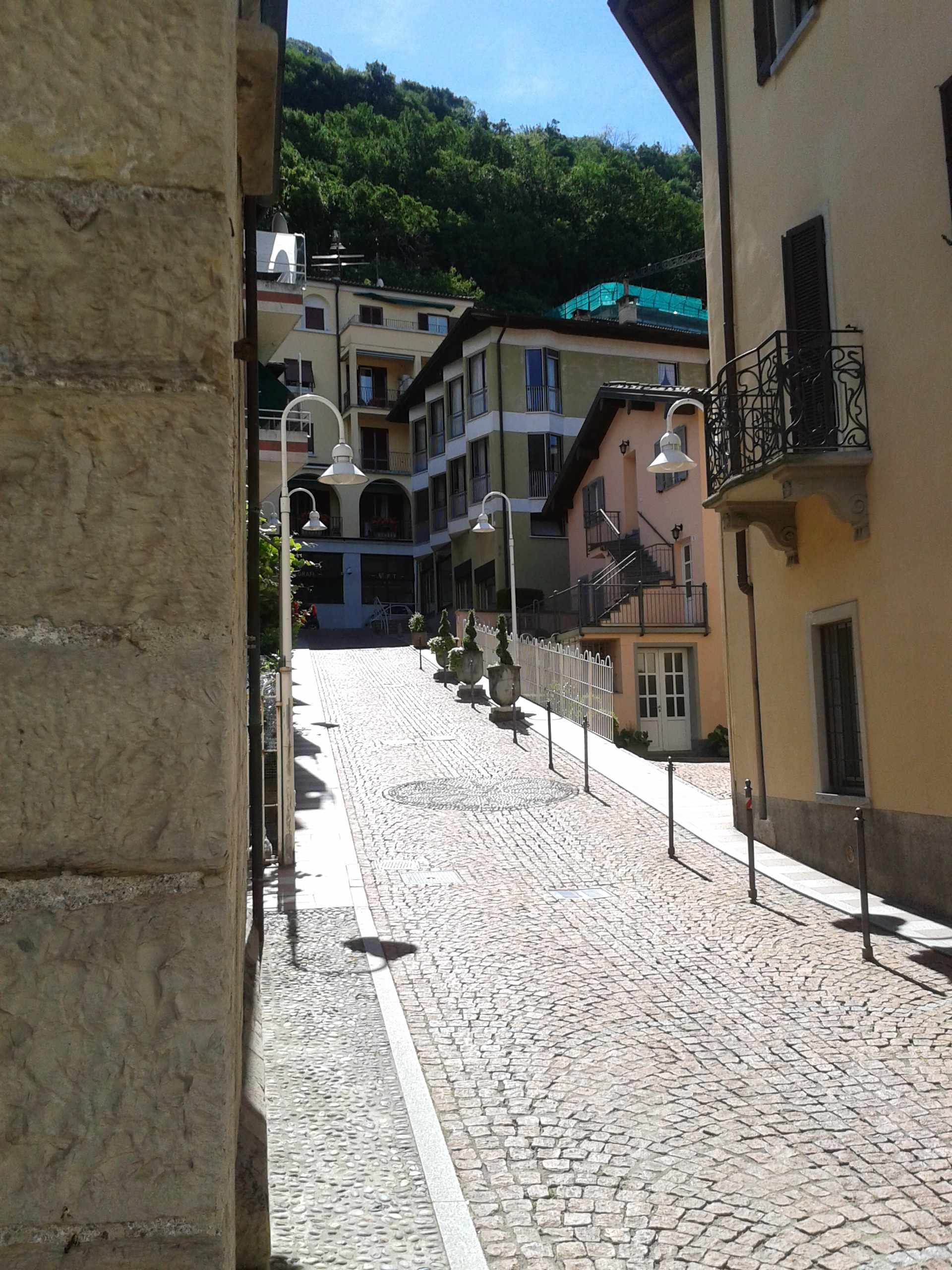
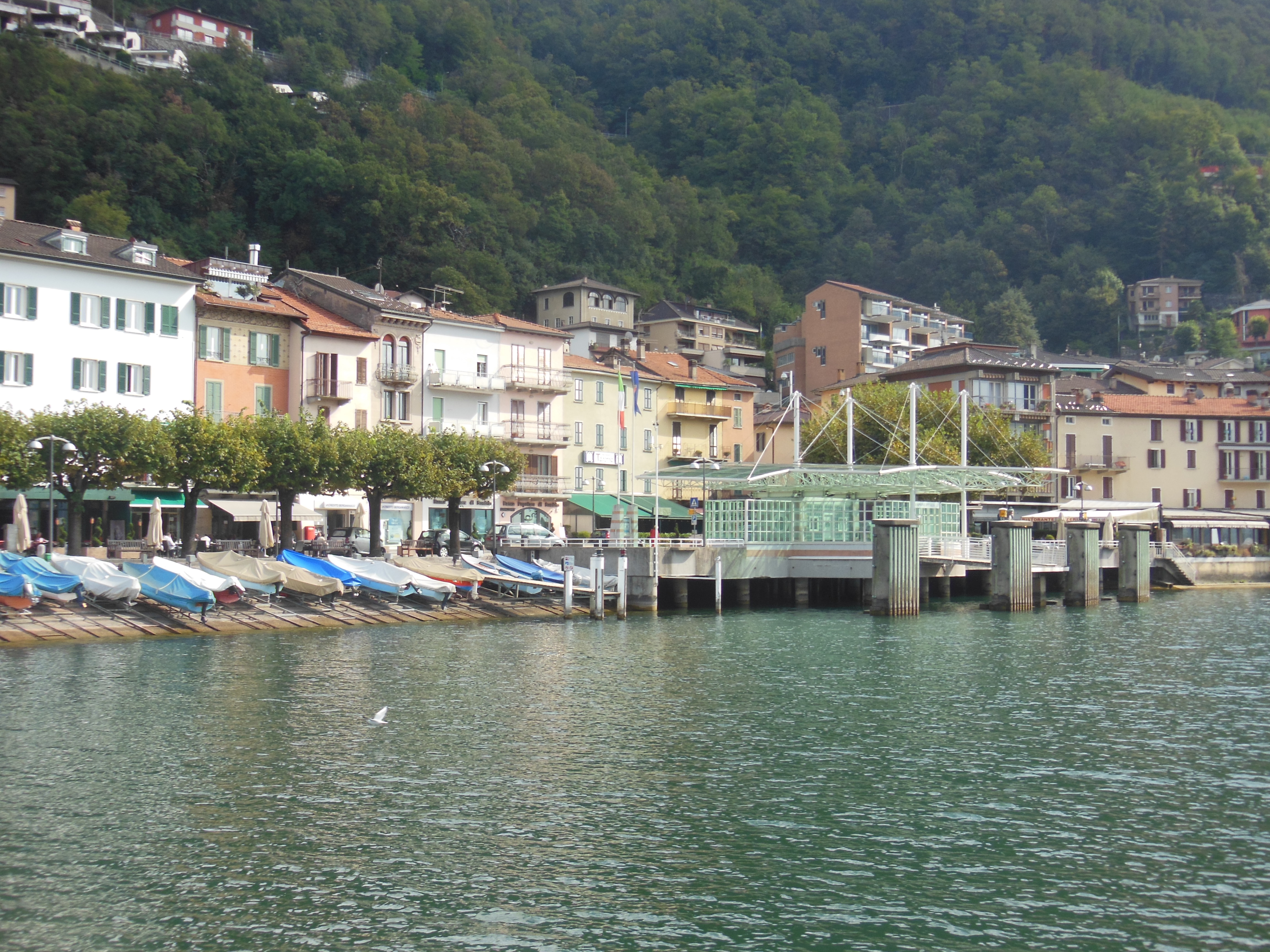
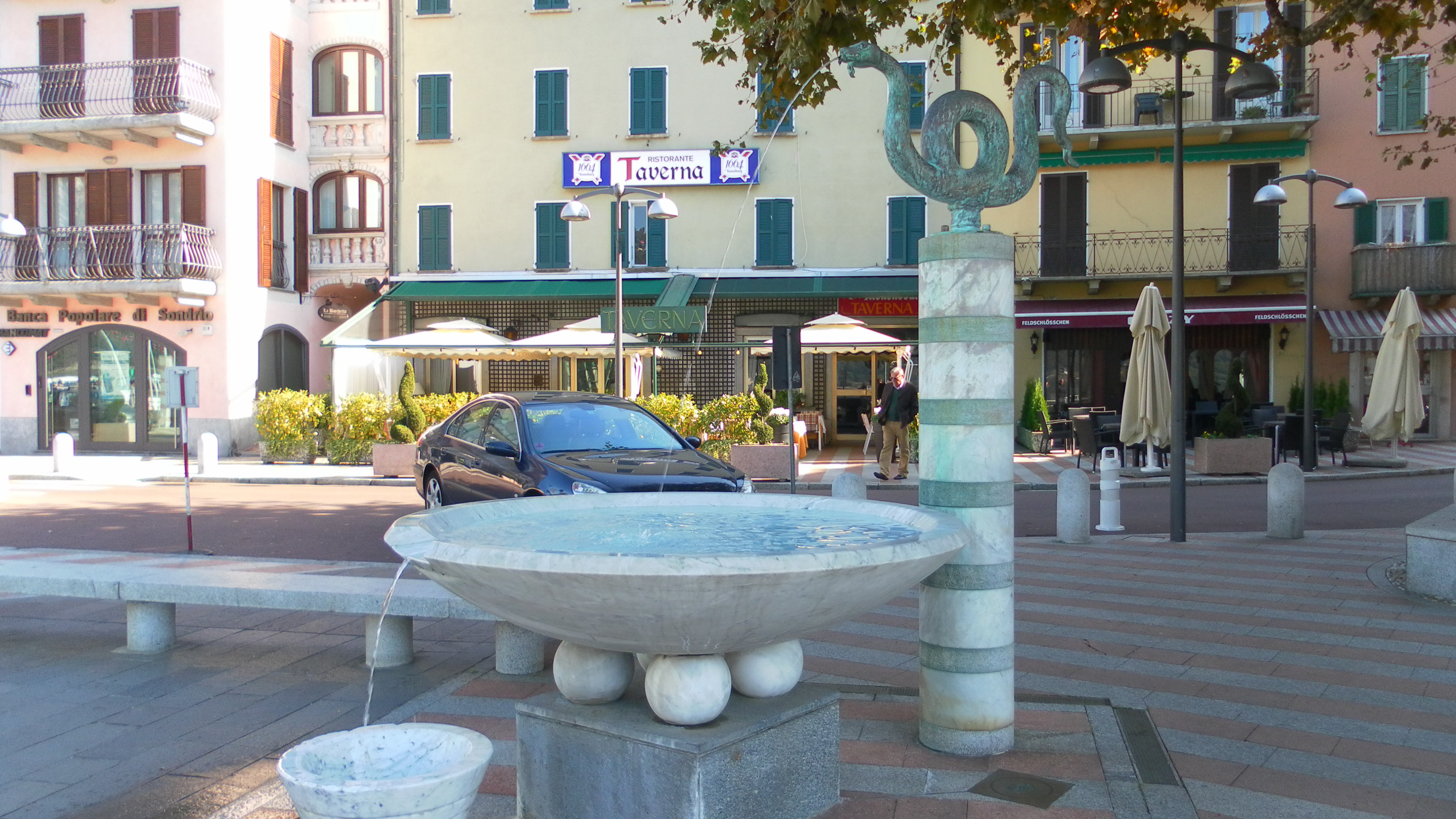